# Jan Hendrik Scheltema
Pour les articles homonymes, voir Scheltema.
Jan Hendrik Scheltema, né le 23 août 1861 à La Haye et mort le 9 décembre 1941 à Brisbane, est un peintre, dessinateur et graveur australien d'origine néerlandaise.

## Biographie
Jan Hendrik Scheltema naît le 23 août 1861 à La Haye.
Il part pour l'Australie en 1888, où il sera naturalisé en 1935. Peintre de paysages et animalier, la National Gallery de Victoria conserve de lui Départ pour le pâturage, lever de soleil.
Jan Hendrik Scheltema meurt le 9 décembre 1941 à Brisbane.

## Confusion
Bien que de nombreux indices contemporains montrent que les critiques d'art ont étudié son œuvre de près, certains semblent ne pas avoir fait connaissance avec le peintre lui-même, car il s'agissait d'une personne plutôt discrète qui évitait les foules. Par exemple, dans Table Talk, l'hebdomadaire de Melbourne de 1885 à 1939 (9 janvier 1891. p 8), une « pièce de bétail magistrale » est louée et décrite en détail, mais le peintre est mentionné trois fois comme « Herr J. H. Scheltema ». Son auteur a peut-être supposé qu'il était allemand, peut-être à cause de son accent néerlandais. Dix ans plus tard, un écrivain d'art d'Adélaïde le présentait encore comme un « artiste belge ». Peu de temps après sa mort, la combinaison d'un si grand nombre de ses œuvres dans la communauté, principalement à Victoria, et de sa retraite dans le lointain Queensland a donné lieu à une rumeur particulière, rapportée dans la presse, selon laquelle il n'aurait jamais existé : sa signature "J. H. Scheltema" aurait été le pseudonyme d'un autre artiste. Certains textes déroutants sont apparus dans la seconde moitié du XXe siècle dans des ouvrages de référence sur l'art australien, alors considérés comme fiables, et donc par des auteurs qui utilisent régulièrement ces ouvrages comme évangile, par exemple en suggérant sans preuve, et à tort, que Jan Hendrik Scheltema peignait principalement en monochrome et qu'il était dit daltonien. Un certain nombre d'entre eux rapportent également à tort qu'il a étudié à l'Académie royale de Bruxelles et qu'il est mort en 1938. Sa femme avait placé, depuis Brisbane, un avis de décès dans un journal de Melbourne. De sérieux doutes quant à cette prétendue affection oculaire ont été soulevés dans la presse en 1993 : « Beaucoup de ses œuvres sont monochromes, ce qui a donné lieu à des spéculations non fondées selon lesquelles il aurait pu être daltonien ». En dehors de ses gravures, les travaux de Scheltema étaient rarement en monochrome. Ces inexactitudes ont été constatées pour la première fois par l'autorité mondiale de l'époque en matière de mille-pattes, le petit-neveu de Scheltema, le Dr C. A. W. Jeekel (en), au cours de son "Expédition australienne de 1980", qui a étudié les mille-pattes en Australie orientale, et qui a également évalué la littérature artistique dans cette région. Jan Hendrik Scheltema est devenu officiellement australien en 1935.